# Тигрова креветка
Penaeus monodon(лат.), відома також як гігантська, азійська, чорна тигрова креветка і просто тигрова креветка (англ. giant tiger prawn, Asian/black tiger shrimp) — вид десятиногих раків з підряду Dendrobranchiata. Поширений у теплих водах Індійського та Тихого океанів. У розвитку тигрових креветок присутня планктонна личинка наупліус, що робить представників цього та деяких родинних видів зручними об'єктами для розведення. Придатні та вживані в їжу.

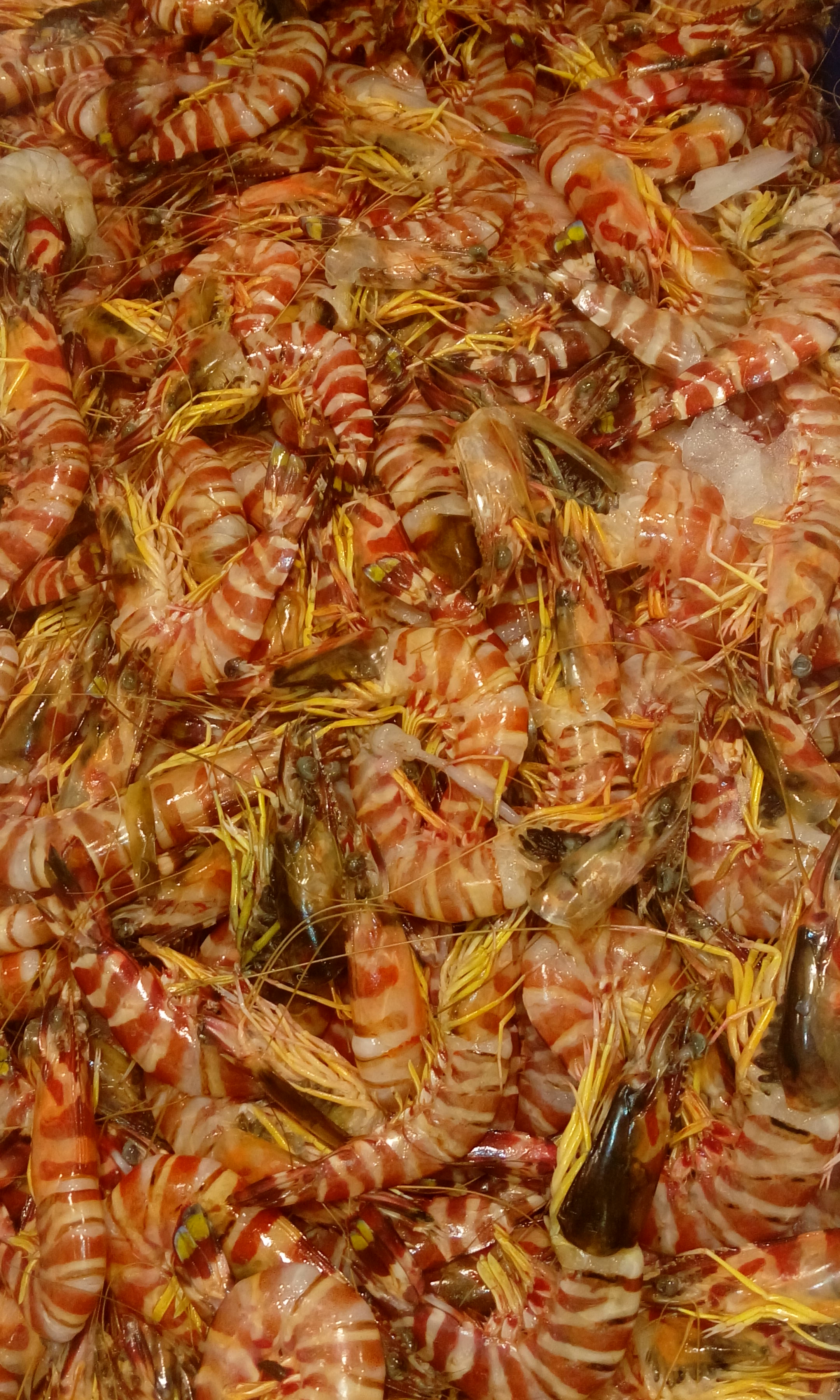
Тигрові креветки в супермаркеті

З 90-х років XX сторіччя світовий видобуток тигрових креветок становить близько 800—900 тисяч тонн на рік, причому понад дві третини продукції забезпечують креветкові ферми.

## Розповсюдження
Природний ареал: східні береги Африки, Аравійський півострів, Південно-Східна Азія та Японське море. Також може зустрічатися у Східній Австралії, деякі особини вселилися у Середземне море через Суецький канал.

## Зовнішній вигляд
Свою назву креветка отримала завдяки чорним смужкам по всьому тілу. Завдовжки вони можуть досягати 36 см (разом з вусами й хвостом), а за вагою — 650 грам, що робить цю креветку найбільшим представником підряду Dendrobranchiata.